# Canada Cup i fotboll
Canada Cup i fotboll eller Maple Cup var en herrlandsladsturnering i fotboll, som spelades i Edmonton. Den hade premiär 1995.

## Vinnare
1. 1995 - Chile
2. 1999 - Ecuador

### Fotnoter
1. ↑  ”This Day in Football from 21-27 May” (på engelska). Canada Soccer. 21 maj 2012. Arkiverad från originalet den 8 december 2015. https://web.archive.org/web/20151208121511/http://www.canadasoccer.com/this-day-in-football-from-21-27-may-p150690. Läst 9 november 2015.